# Lecanorales
Lecanorales é uma ordem de fungos liquenizados da classe Lecanoromycetes e subclasse Lecanoromycetidae. A ordem contém 26 famílias, 269 géneros e 5695 espécies.

## Famílias
| - Aphanopsidaceae - Brigantiaceae - Biatorellaceae - Calycidiaceae - Catillariaceae - Cladoniaceae - Crocyniaceae - Dactylosporaceae - Ectolechiaceae - Gypsoplacaceae - Haematommataceae - Helocarpaceae - Lecanoraceae | - Megalariaceae - Miltideaceae - Mycoblastaceae - Pachyascaceae - Parmeliaceae - Pilocarpaceae - Psoraceae - Ramalinaceae - Scoliciosporaceae - Sphaerophoraceae - Stereocaulaceae - Tephromelataceae - Vezdaeaceae |